# Août 2010 en sport
Pour un article plus général, voir 2010 en sport.

## Principaux rendez-vous
- 21e coupe d'Europe des nations de l'UEFA en Norvège et en Suède.

- 4 août au 15 août : Championnats d'Europe de natation 2010 à Budapest en Hongrie.
- 14 au 26 août : Premiers Jeux olympiques de la Jeunesse d'été 2010 à Singapour.
- 19 au 22 : Championnats du monde de course en ligne (canoë-kayak) 2010 sur le lac Malta à Poznań Pologne.
- 20 au 5 septembre : Coupe du monde féminine de rugby à XV 2010 en Angleterre.
- 23 au 29 août : Championnats du monde de badminton 2010 à Paris en France au Palais omnisports de Paris-Bercy.
- 28 août au 12 septembre : Championnat du monde de basket-ball masculin 2010 en Turquie.
- 29 août au 11 septembre : Championnat d'Europe de water-polo masculin 2010 à Zagreb en Croatie.
- 31 au 5 septembre : Championnats du monde de VTT et de Trial 2010 sur le Mont Sainte-Anne à Beaupré au Canada.
- 31 août au 10 septembre : Championnat d'Europe de water-polo féminin 2010 à Zagreb en Croatie.